# جاي لويس إنغلز
جاي لويس إنغلز (بالإنجليزية: J. Lewis Ingles)‏ هو مدير فني أمريكي، ولد في 1876، وتوفي في 1936.